# Mir, prijateljstvo, ljubezen
Mir, prijateljstvo, ljubezen je studijski album Braca Doblekarja. Album je bil posnet julija 1996 v Studiu Primož Grašič, izšel pa je istega leta pri založbi Helidon. Pri snemanju so sodelovali še kitarist Primož Grašič, pianist Marko Petrušič, basist Tomaž Grom in bobnar Zlatko Kaučič.
... »Hkrati pa se nam glasba s tega cedeja razkriva kot nadvse poslušljiva postmodernistična paleta mainstreamovskega idioma modernega jazza-od bluesa in bossa nove prek westcoasta ter bebopa do duhovne modalne glasbe Johna Coltranea. Ob tem se nam predstavijo domači jazzovski skladatelji treh generacij (Gregorc, Doblekar in Grašič), za dobro vago pa Braco s prijatelji doda še manj znano skladbo Dukea Ellingtona.« ... Peter Amalietti, jazzolog
Mir, prijateljstvo, ljubezen je bil leta 1997 nominiran za Zlatega petelina za jazz album.

## Seznam skladb
| Št. | Naslov                        | Dolžina |
| --- | ----------------------------- | ------- |
| 1.  | „Bossa‟ (Janez Gregorc)       | 6:32    |
| 2.  | „Moja dva‟ (Braco Doblekar)   | 7:08    |
| 3.  | „Invencija‟ (Janez Gregorc)   | 3:25    |
| 4.  | „Prijatelji‟ (Braco Doblekar) | 6:08    |
| 5.  | „Pesem‟ (Janez Gregorc)       | 9:15    |
| 6.  | „Isfahan‟ (Duke Ellington)    | 3:46    |
| 7.  | „Na obisku‟ (Primož Grašič)   | 5:23    |

## Zasedba
- Braco Doblekar – tenor saksofon
- Marko Petrušič – klavir
- Primož Grašič – kitara
- Tomaž Grom – bas
- Zlatko Kaučič – bobni